# Nello Musumeci

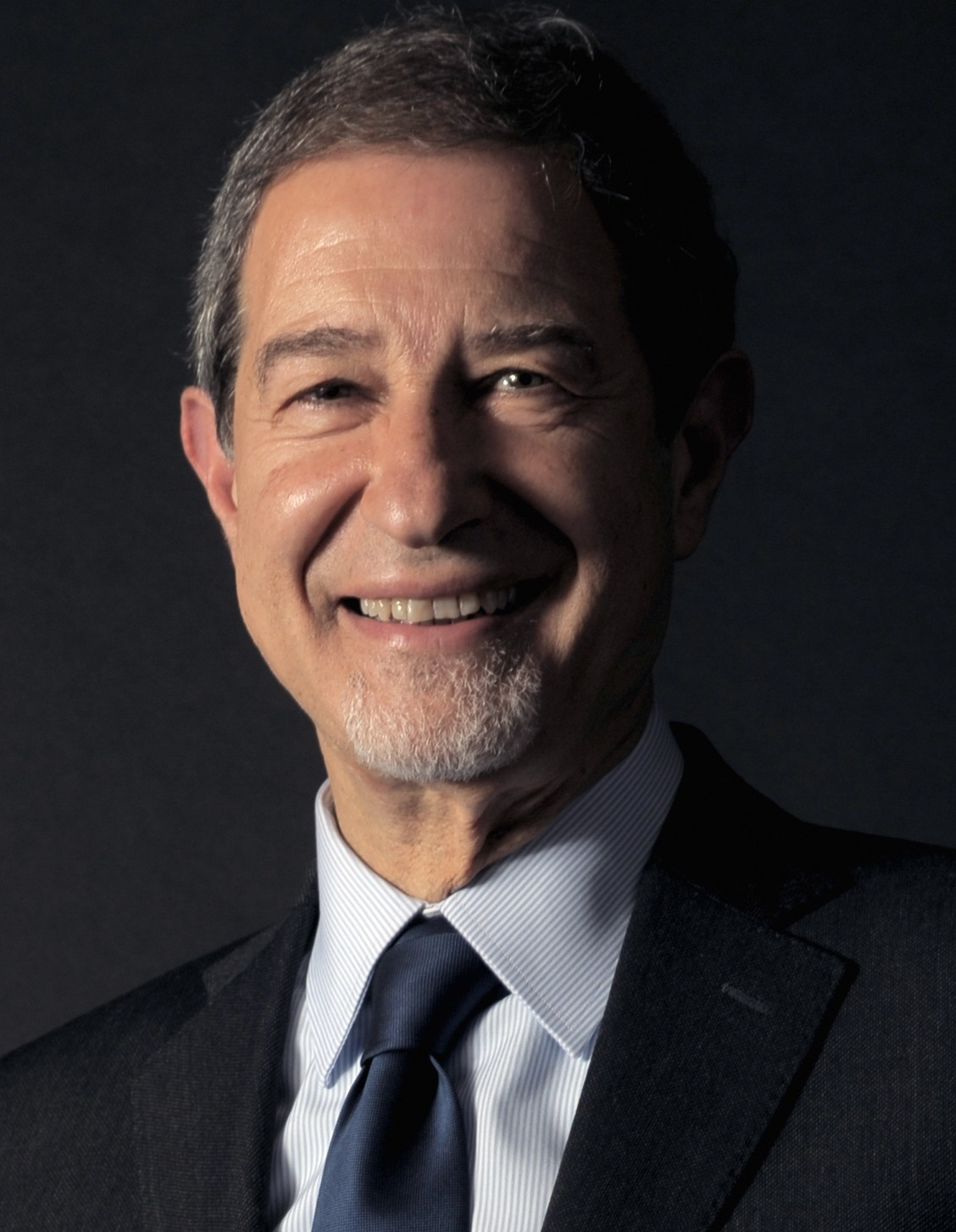
Nello Musumeci

Sebastiano „Nello“ Musumeci (* 21. Januar 1955 in Militello in Val di Catania) ist ein italienischer Politiker, der von 1994 bis 2009 Mitglied des Europäischen Parlaments für die Alleanza Nazionale war. Von 1994 bis 2003 war er außerdem Präsident der Provinz Catania. 2005 hat Musumeci die Alleanza Nazionale verlassen und eine eigene Partei gegründet. Diese Partei Alleanza Siciliana will eine Politik jenseits der großen Blöcke anbieten.
Bei der Regionalwahl in Sizilien 2012 unterlag Musumeci als gemeinsamer Kandidat des rechten Parteispektrums mit 25,7 % Rosario Crocetta, der mit 96.000 Stimmen Vorsprung auf 30,5 % kam.
Bei der Regionalwahl in Sizilien 2017 erhielt Musumeci 39,8 % (36 Sitze) vor Giancarlo Cancelleri (M5S) mit 34,7 % (20 Sitze) und wurde Präsident der Region Sizilien.
Seit November 2022 ist er für die Partei Fratelli d’Italia Minister für Zivilschutz und Meerespolitik in der Regierung Meloni.
Musumeci ist Vater dreier Söhne. Sein Vater Vittorio ist auch politisch aktiv und war von 2003 bis 2008 Bürgermeister von Militello.